# Dzięki (album Genzie)
Dzięki – album studyjny polskiego zespołu Genzie, który został wydany 26 września 2024 nakładem wytwórni Ekipa Management, dystrybucji e-muzyka, wraz z albumem „Online”. Album w wersji „Online / Dzięki (BOX)” znalazł się na 1. miejscu listy sprzedaży OLiS.

## Wydanie
Przedsprzedaż albumu rozpoczęła się 15 sierpnia 2024, skończyła – 20 sierpnia 2024. Jego premiera odbyła się w dniu 26 września 2024. Album jest udostępniony tylko w postaci płyty CD oraz był dostępny tylko w przedsprzedaży. Na płycie znajduje się 18 utworów, które są wcześniej wydanymi singlami od 2022 do 2024 oraz utworu bonusowego: „Pląs (Ekipa Festiwal Remix)”.

## Twórcy
Opracowano na podstawie danych wszystkich singli, które znajdują się na albumie.
- Hi Hania – wokal
- Fausti – wokal
- Bartek Kubicki – wokal
- Kartonii – wokal
- Świeży – wokal
- Julita Różalska – wokal
- Oliwier „Kostek” Kałużny – wokal
- Mortalcio – wokal, tekst
- Jędrek Wołodko – produkcja, kompozycja, tekst
- Clearmind – produkcja, kompozycja
- FANTØM – produkcja, kompozycja
- Gar – produkcja, kompozycja
- CrackHouse (w składzie: Dawid Łopatowski, Michał Kacprzak) – produkcja, kompozycja
- Michał Siuda – tekst
- Kamil Drożdż – tekst
- Jakub Birecki – tekst
- moodwave – tekst

## Lista utworów
| CD – edycja standardowa | CD – edycja standardowa                      | CD – edycja standardowa       | CD – edycja standardowa                                    | CD – edycja standardowa |
| Nr                      | Tytuł utworu                                 | Tekst                         | Produkcja                                                  | Długość                 |
| ----------------------- | -------------------------------------------- | ----------------------------- | ---------------------------------------------------------- | ----------------------- |
| 1.                      | „Dzięki”                                     | Jakub Birecki · Patryk Baran  | Clearmind                                                  | 4:11                    |
| 2.                      | „Pląs”                                       | Jakub Birecki · Patryk Baran  | Clearmind                                                  | 4:54                    |
| 3.                      | „Holiday”                                    | Jakub Birecki · Patryk Baran  | CrackHouse (w składzie: Dawid Łopatowski, Michał Kacprzak) | 2:55                    |
| 4.                      | „Milion”                                     | Jakub Birecki · Patryk Baran  | Clearmind · Gar                                            | 2:22                    |
| 5.                      | „Finał”                                      | Jakub Birecki · Patryk Baran  | Clearmind                                                  | 1:45                    |
| 6.                      | „FriendSHIP” (Fausti & Bartek Kubicki)       | Jędrek Wołodko                | Clearmind                                                  | 2:16                    |
| 7.                      | „Twój wzrok” (Hi Hania & Świeży)             | Jędrek Wołodko                | Clearmind · FANTØM                                         | 3:08                    |
| 8.                      | „Nowy rozdział”                              | Jędrek Wołodko · Patryk Baran | Clearmind · FANTØM                                         | 4:18                    |
| 9.                      | „Nie mam złudzeń” (Kostek & Julita Różalska) | moodwave                      | Clearmind · FANTØM                                         | 2:49                    |
| 10.                     | „Trasa”                                      | moodwave · Patryk Baran       | Clearmind                                                  | 2:54                    |
| 11.                     | „Nowy rozdział (Genzie Tour Remix)”          | Jędrek Wołodko · Patryk Baran | Clearmind · FANTØM                                         | 2:48                    |
| 12.                     | „Preria”                                     | Jędrek Wołodko · Patryk Baran | Clearmind · FANTØM · Jędrek Wołodko                        | 2:33                    |
| 13.                     | „Retro”                                      | Jędrek Wołodko                | Clearmind · FANTØM                                         | 2:10                    |
| 14.                     | „Halloween”                                  | Jędrek Wołodko · Patryk Baran | Clearmind                                                  | 2:59                    |
| 15.                     | „Razem”                                      | moodwave · Patryk Baran       | Clearmind · FANTØM                                         | 3:02                    |
| 16.                     | „Genziara”                                   | Jędrek Wołodko                | Clearmind · FANTØM                                         | 2:20                    |
| 17.                     | „Pierwsza miłość”                            | Jędrek Wołodko                | Clearmind · FANTØM                                         | 2:36                    |
| 18.                     | „Pląs (Ekipa Festiwal Remix)”                | Jakub Birecki · Patryk Baran  | Clearmind · FANTØM                                         | 4:54                    |
|                         |                                              |                               |                                                            | 54:54                   |